# Zébédée
Zébédée (du grec ancien : Ζεβεδαῖος / Zebedaîos) est, selon les quatre évangiles canoniques du Nouveau Testament, le père de deux apôtres de Jésus, Jacques, dit le Majeur, et Jean, « le disciple que Jésus aimait ». Par ailleurs, ces écrits suggèrent qu'il était le mari de Salomé : tandis que dans Marc 15,40 les femmes présentes à la Crucifixion sont nommées « Marie de Magdala, Marie, mère de Jacques le Mineur et de Joses, et Salomé », le passage correspondant de Matthieu 27,56 mentionne « Marie de Magdala, Marie, mère de Jacques et de Joseph, et la mère des fils de Zébédée ». La Catholic Encyclopedia en conclut que la Salomé de Marc 15,40 et la mère des fils de Zébédée de Matthieu sont probablement une seule et même personne.
On ne sait quasiment rien à son sujet, sinon que dans les évangiles synoptiques il semble posséder une entreprise de pêche et a des ouvriers à son service (Marc 1,19-20). Lorsque Jésus mobilise ses fils pour qu'ils viennent à sa suite, il se livrait avec eux à la pêche (Mt 4,21-22) probablement au large de Génézareth. De son association pour la pêche avec les familles de Pierre et d'André, on peut conclure qu'il possédait une résidence au nord de la Galilée, car ceux-ci habitaient alors dans leur résidence de Capharnaüm, bien qu'ils soient originaires de Bethsaïde. Zébédée laisse aller ses enfants au moment où Jésus les appelle à le suivre : il faisait sans doute partie de ceux qui attendaient la venue du Messie,.